# Chris Colfer
Christopher Paul „Chris” Colfer (ur. 27 maja 1990 we Fresno, w Kalifornii) – amerykański pisarz, piosenkarz i aktor telewizyjny, występował w roli młodego Kurta Hummela, w popularnym musicalowym serialu stacji FOX, Glee. Za tę kreację został nominowany do nagrody Satelity w 2009 r., w kategorii Najlepszy aktor drugoplanowy w serialu, miniserialu lub filmie telewizyjnym, dwukrotnie do nagrody Primetime Emmy w kategorii Najlepszy aktor drugoplanowy w serialu komediowym w 2010 r i 2011 r oraz otrzymał Złoty Glob w kategorii 'Najlepszy aktor drugoplanowy w serialu lub miniserialu'. W 2011 r. zajął 62 pozycję na liście 100 najbardziej wpływowych ludzi na świecie, według magazynu Time. Jest autorem serii The Land of Stories, która regularnie pojawia się na liście bestsellerów dla dzieci według New York Times.

## Wczesne życie

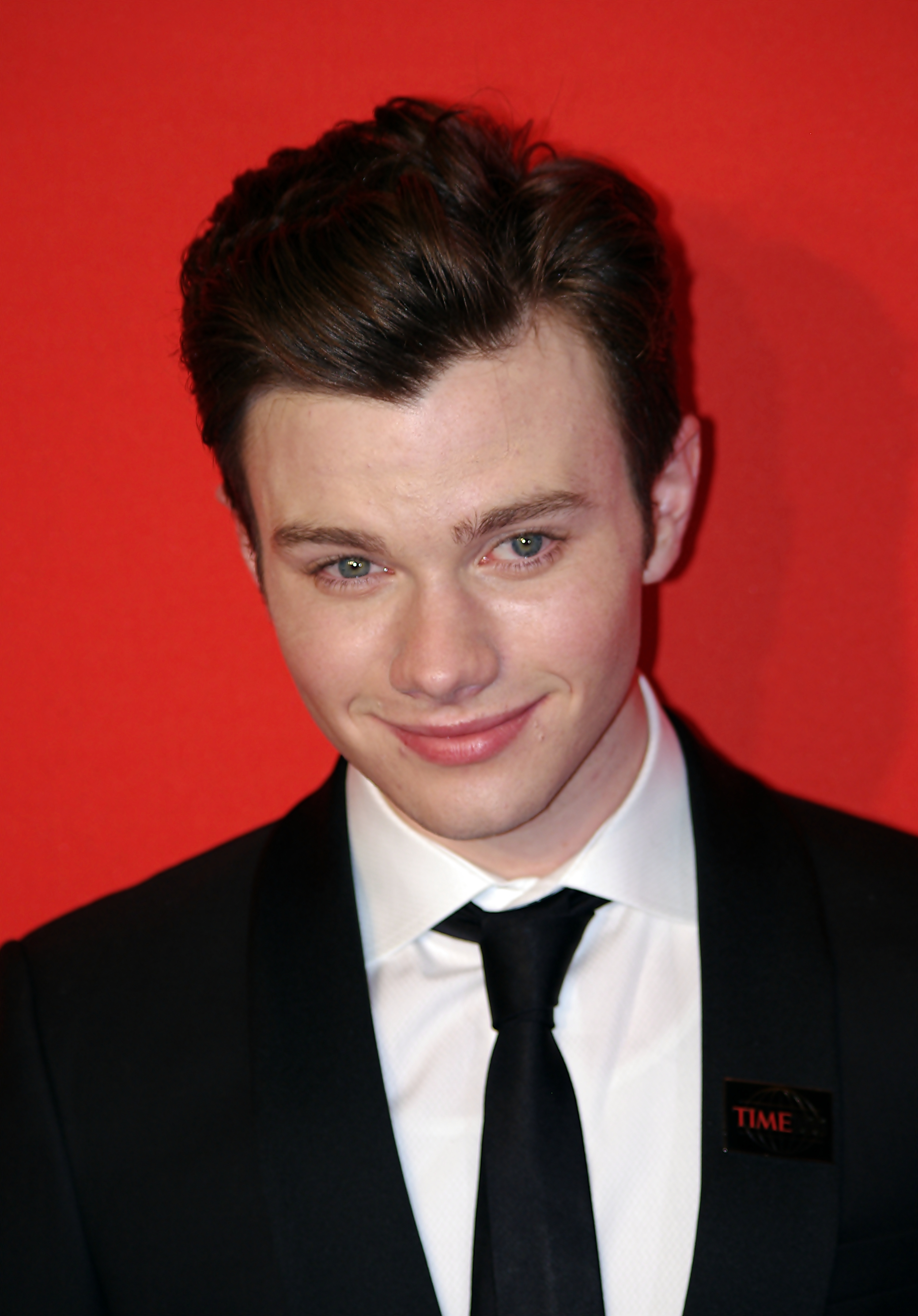
Colfer na Gali najbardziej stu wpływowych ludzi magazynu The Time, 27 Kwietnia, 2011

Chris urodził się w miejscowości Clovis w Kalifornii. Jego rodzice to Karyn (z domu Boling) i Tim Colfer. Colfer ma irlandzkich przodków, jak powiedział: „I’m very Irish, my family is all Irish and St. Patrick’s day in my house is crazy”. Chris był uczony w domu przez połowę 7 klasy i całą 8, ponieważ był zastraszany w szkole.
W czasie nauki w Clovis East High School Colfer był związany z programem Speech & Debate, gdzie dzięki swoim wypowiedziom otrzymał kilka razy tytuł mistrza debaty, w tym został umieszczony na 9. miejscu w State Competition for Dramatic Interpretation, w klubie dramatu FFA był prezesem Writer’s Club, redaktorem czasopisma literackiego szkoły oraz kapitanem Destination ImagiNation. Kiedy był w ostatniej klasie liceum, napisał scenariusz, zagrał i wyreżyserował parodię Sweeney Todd, zatytułowaną Shirley Todd. Wszystkie role damskie w przedstawieniu były grane przez mężczyzn, a wszystkie role męskie były grane przez kobiety. Jedno z jego szkolnych doświadczeń zostało później wykorzystane w pisaniu scenariusza dla jego postaci granej w Glee, Kurta Hummela. Doświadczenie to polegało na odmówieniu mu zaśpiewania piosenki Defying Gravity z musicalu Wicked przez jednego z nauczycieli w szkole średniej, ponieważ jest ona zwykle śpiewana przez kobiety. Wtedy jednak zaśpiewał tę piosenkę ponieważ jego babcia, pastorka, pozwoliła mu wykonać ją w swoim kościele.

## Kariera

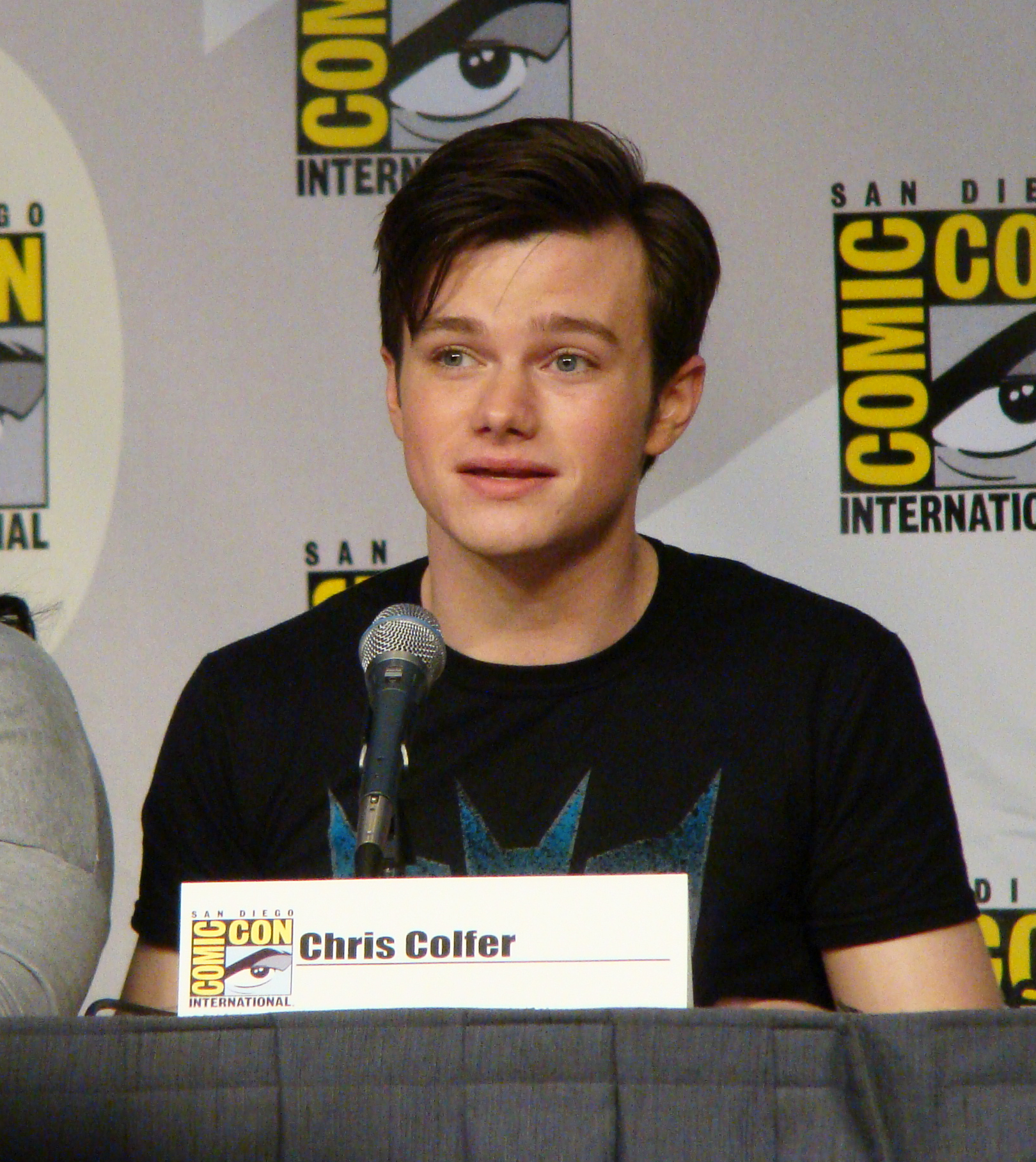
Colfer na Comic-Conie, lipiec 2010

Pierwszy występ, w jaki był zaangażowany to musical w teatrze pod tytułem West Side Story.
Kiedy był młodszy, wziął także udział w produkcji pod tytułem The Sound of Music jako „Kurt”.
W wieku osiemnastu lat Colfer zagrał postać Russela Fisha w filmie krótkometrażowym Russel Fish: The Sausage and Eggs Incident, w którym niezręczny nastolatek musi przejść przez Presidential Physical Fitness, by nie opuścić klasy i zmarnować szansy na naukę w Harvard University.
Chris Colfer pojawił się na gali MTV Video Music Awards 2010, która odbyła się 12 września 2010 roku.

### Glee
Pierwszą rolą telewizyjną Chrisa był Kurt Hummel w Glee. Colfer startował do roli Artiego Abramsa, którą ostatecznie dostał Kevin McHale. Jednak twórca serialu, Ryan Murphy, był pod takim wrażeniem Chrisa, że stworzył rolę Kurta, która była napisana specjalnie dla Colfera. Na rzecz postaci Kurta została anulowana postać, która miała się nazywać Rajish, dzięki temu Hummel mógł dołączyć do obsady Glee. Kurt jest modnym gejem, który jest prześladowany w szkole nie tylko z powodu swojej orientacji, ale także z powodu przynależności do Glee Clubu.
Podczas wywiadu dla Allison Kugel Colfer powiedział: „There have been a couple of times when I have gone to Ryan Murphy and told him a couple of things that have happened to me, and then he writes it into the show. Or he’ll ask me what song I would want to sing, in this situation or in that situation. I don’t think any of us directly try to give input on the character or on the storyline, but they definitely steal things from us”.
W jednym z wywiadów Ryan Murphy zdradził, że Kurt ukończy McKinley High razem z Rachel (Lea Michele) i Finnem (Cory Monteith). W 2011r. na San Diego Comic-Con, producent Brad Falchuk stwierdził, że: „because they’re graduating doesn’t mean they’re leaving the show” (to że bohaterowie kończą szkołę nie oznacza, że odejdą z obsady Glee). Potem jeszcze dodał: „it was never our plan or our intention to let them go…. They are not done with the show after this season.” (nigdy w naszych planach nie było wyeliminowanie tych postaci... Nie są one wykluczone z kolejnego sezonu serialu).

#### Postać Hummela
Chris Colfer o swojej postaci Kurcie Hummelu powiedział: „puts on a very confident, 'I’m better than you' persona, but underneath it all he’s the same anxious and scared teen everyone is/was at some point. In later episodes, he goes through an identity crisis, accepting and finding acceptance for who he is. [...] He’s a tough guy in designer clothes.” (jest bardzo pewny siebie mówiąc „Jestem lepszy niż ty”, ale pod tym wszystkim kryje się sam niepokój i przestraszony nastolatek każdy jest / był w pewnym momencie pewny siebie. W późniejszych odcinkach przechodzi kryzys tożsamości, akceptacji i znalezienia siebie, kim jest. [...] Jest twardym facetem w markowych ciuchach). Kurt jest gejem co jest powodem jego konfliktów w serialu. Colfer ma wysoką skalę głosu, jak pokazano w odcinku „Wheels”, w którym jego postać ukazuje niezwykłą zdolność (dla człowieka) śpiewu „wysokie F” (faktycznie F5). Kurt udawał jednak, że nie potrafi śpiewać, aby oszczędzić swojemu ojcu wstydu, że ma syna geja.
W wieku 20 lat Colfer otrzymał Złoty Glob dla najlepszego aktora drugoplanowego w serialu, miniserialu lub filmie telewizyjnym za rolę Kurta Hummela. Chris był dwa razy nominowany do Nagrody Emmy jako najlepszy aktor drugoplanowy w kategorii serial komediowy za rolę Kurta.

### Piśmiennictwo i inne prace
W 2013 roku Chris Colfer wystąpił w komediodramacie Struck by Lightning, który został stworzony z David Permut. Film opowiada historię Carsona, człowieka trafionego i zabitego przez piorun. Colfer napisał również scenariusz do tego filmu, stworzonego w czasie przerwy letniej wolnej od pracy nad Glee.
W dniu 8 czerwca 2011, Colfer podpisał umowę na dwie powieści dla dzieci. Pierwsza nosi tytuł The Land of Stories. Jej premierę zaplanowano na lato 2012 roku, jednak jesienią 2011 roku rozpoczęła się jej przedsprzedaż. W kolejnych latach Chris Colfer wydawał inne części serii The Land of Stories. Od 2015 regularnie widnieje na 1. miejscu listy bestsellerów The New York Times.

## Życie prywatne
Chris jest gejem. W magazynie „Access Hollywood” wyznał, że jego rodzice akceptują jego seksualność, ale był często prześladowany w szkole.
Siostra Colfera, Hannah, cierpi na epilepsję i często dostaje nawet 50 napadów padaczki na godzinę. Colfer wyznał, że aktorstwo pomogło mu w młodości uciec od stresu spowodowanego życiem z niepełnosprawną osobą. Ma zaginioną siostrę, która nazywa się Hope Colfer. Prawdopodobnie została porwana we wczesnym jego dzieciństwie.
Dnia 18 czerwca 2010 r. Chris pojawił się we Friday Night with Jonathan Ross razem z kolegami z Glee, Amber Riley i Matthew Morrison. W show pokazał swoje umiejętności z sai, które kupił na eBay i ciągle ćwiczy w swojej przyczepie. Wspomniał także, że chciałby, aby jego sai zostało użyte w serialu Glee: po raz pierwszy zostały użyte w trzecim sezonie w odcinku „I Am Unicorn” podczas występu Kurta „I’m the Greatest Star” do musicalu Funny Girl.

## Filmografia
| Rok       | Tytuł                                      | Rola                                      | Notka |
| --------- | ------------------------------------------ | ----------------------------------------- | --- |
| 2009      | Russel Fish: The Sausage and Eggs Incident | Russel Fish                               | Film krótkometrażowy |
| 2009-2015 | Glee                                       | Kurt Hummel                               | Członek głównej obsady Złoty Glob dla najlepszego aktora drugoplanowego w serialu, miniserialu lub filmie telewizyjnym (2011) Gildia Aktorów Ekranowych dla najlepszego zespołu serialu komediowego (2010) Nominacja – Nagroda Emmy za najlepszego aktora drugoplanowego w kategorii serial komediowy (2010–2011) Nominacja – Monte-Carlo TV Festival Award za wybitnego aktora komediowego Nominacja – Nagroda Satelita dla najlepszego aktora drugoplanowego w serialu lub miniserialu (2009–2010) Nominacja – Gildia Aktorów Ekranowych za najlepszy występ aktora w serialu komediowym (2011) Nominacja – Gildia Aktorów Ekranowych za najlepszy zespół aktorski w serialu komediowym (2011) Nominacja – Lesbian/Bi People’s Choice Awards w kategorii „Favorite Music Duo or Group” (razem z obsadą Glee) (2011) Nominacja – People's Choice Award za najlepszego aktora komediowego (2012) |
| 2010      | Marmaduke – pies na fali                   | Pies aktor Pies z grzybkami Pies na plaży | Film fabularny (tylko głosy) |
| 2011      | The Cleveland Show                         | Kurt Hummel                               | Sezon 2, odcinek 11, „How Do You Solve a Problem Like Roberta?” (głos) |
| 2011      | Glee: The 3D Concert Movie                 | Kurt Hummel/On sam                        | |
| 2011      | The Little Leftover Witch                  |                                           | Autor, producent |
| 2011      | Saturday Night Live                        | On sam                                    | Występuje w What Up With That |
| 2012      | Struck by Lightning                        | Carson Phillips                           | Główna rola, scenarzysta, producent |
| 2012      | 8 (sztuka)                                 | ?                                         | Rola gościnna |

## Dyskografia
- Glee: The Music, Volume 1 (2009)
- Glee: The Music, Volume 2 (2009)
- Glee: The Music, The Power of Madonna (2010)
- Glee: The Music, Volume 3 Showstoppers (2010)
- Glee: The Music, Journey to Regionals (2010)
- Glee: The Music, The Rocky Horror Glee Show (2010)
- Glee: The Music, The Christmas Album (2010)
- Glee: The Music, Volume 4 (2010)
- Glee: The Music, Volume 5 (2011)
- Glee: The Music Presents the Warblers (2011)
- Glee: The Music, Volume 6 (2011)
- Glee: The 3D Concert Movie (Motion Picture Soundtrack) (2011)
- Glee: The Music, Volume 7 (2011)

## Nagrody i Nominacje
| Rok  | Nagroda                    | Kategoria                                                                                      | Przedmiot nominacji | Rezultat  |
| ---- | -------------------------- | ---------------------------------------------------------------------------------------------- | ------------------- | --------- |
| 2009 | Satellite Awards           | Best Actor in a Supporting Role in a Series, Mini-Series or Motion Picture Made for Television | Glee                | Wygrana   |
| 2010 | Primetime Emmy Awards      | Outstanding Supporting Actor in a Comedy Series                                                | Glee                | Nominacja |
| 2010 | Satellite Awards           | Outstanding Supporting Actor in a Comedy Series                                                | Glee                | Wygrana   |
| 2010 | Screen Actors Guild Awards | Outstanding Performance by an Ensemble in a Comedy Series                                      | Glee                | Wygrana   |
| 2010 | Teen Choice Awards         | Choice TV: Male Scene Stealer                                                                  | Glee                | Wygrana   |
| 2011 | Golden Globe Award         | Best Performance by an Actor in a Supporting Role in a Series                                  | Glee                | Wygrana   |
| 2011 | Monte-Carlo TV Festival    | Outstanding Actor – Comedy Series                                                              | Glee                | Nominacja |
| 2011 | Primetime Emmy Awards      | Outstanding Supporting Actor in a Comedy Series                                                | Glee                | Nominacja |
| 2011 | Screen Actors Guild Awards | Outstanding Performance by a Male Actor in a Comedy Series                                     | Glee                | Nominacja |
| 2011 | Screen Actors Guild Awards | Outstanding Performance by an Ensemble in a Comedy Series                                      | Glee                | Nominacja |
| 2011 | Teen Choice Awards         | Choice TV: Male Scene Stealer                                                                  | Glee                | Wygrana   |
| 2012 | People's Choice Awards     | Favorite TV Comedy Actor                                                                       | On sam              | Wygrana   |
| 2012 | Screen Actors Guild Awards | Outstanding Performance by an Ensemble in a Comedy Series                                      | Glee                | Wygrana   |
| 2012 | Teen Choice Awards         | Choice TV Actor: Comedy                                                                        | Glee                | Wygrana   |
| 2012 | Teen Choice Awards         | Fashion Icon: Male                                                                             | On sam              | Wygrana   |
| 2013 | People's Choice Awards     | Favorite TV Comedy Actor                                                                       | On sam              | Wygrana   |
| 2013 | Screen Actors Guild Awards | Outstanding Performance by an Ensemble in a Comedy Series                                      | Glee                | Nominacja |
| 2013 | Teen Choice Awards         | Choice TV Actor: Comedy                                                                        | Glee                | Wygrana   |
| 2014 | People's Choice Awards     | Favorite Comedic TV Actor                                                                      | On sam              | Wygrana   |